# Le Fauve en liberté
Pour plus de détails, voir Fiche technique et Distribution.
Le Fauve en liberté (Kiss Tomorrow Goodbye) est un film américain réalisé par Gordon Douglas, sorti en 1950, avec James Cagney, Barbara Payton, Helena Carter et Ward Bond dans les rôles principaux. Il s'agit d'une adaptation du roman Adieu la vie, adieu l'amour... (Kiss Tomorrow Good-bye) du romancier et scénariste Horace McCoy.

## Synopsis
Détenu dans une ferme pénitentiaire, le gangster Ralph Cotter (James Cagney) organise avec Carleton (Neville Brand) leurs évasions, et ce avec la complicité de la sœur de Carleton, Holiday (Barbara Payton) et d'un autre malfrat, Jinx (Steve Brodie), qui a emprunté une voiture à Mason (Rhys Williams), un garagiste.
Pendant l'évasion, Cotter tue Carleton. Il force Holiday et Jinx à participer au braquage d'un supermarché puis malmène Mason lors du retour de la voiture. Ce dernier le dénonce à la police. Au lieu de l'arrêter, l'inspecteur Weber (Ward Bond) et le lieutenant Reece (Barton MacLane) lui vole le butin de son braquage. Cotter imagine alors un moyen de se venger. Au cours de sa vengeance, il rencontre Margaret (Helena Carter) dont le père est immensément riche ; elle conduit une Delage D6-70 Cabriolet Letourneur & Marchand, voiture alors unique aux États-Unis.

## Fiche technique
- Titre français : Le Fauve en liberté
- Titre original : Kiss Tomorrow Goodbye
- Réalisation : Gordon Douglas
- Scénario : Harry Brown d'après le roman Adieu la vie, adieu l'amour... (Kiss Tomorrow Good-bye) d'Horace McCoy
- Photographie : J. Peverell Marley
- Montage : Walter Hannemann et Truman K. Wood
- Musique : Carmen Dragon et William Lava
- Direction artistique : Wiard Ihnen
- Décors : Joseph Kish
- Producteur : William Cagney
- Société de production : William Cagney Productions
- Société de distribution : Warner Bros.
- Pays d'origine : États-Unis
- Langue originale : anglais
- Format : Noir et blanc - 1,37:1
- Genre : Film noir, film de gangsters
- Durée : 102 minutes
- Date de sortie : 
  - États-Unis : 4 août 1950
  - France : 14 juin 1951

## Distribution
- James Cagney : Ralph Cotter
- Barbara Payton : Holiday Carleton
- Helena Carter : Margaret Dobson
- Ward Bond : Inspecteur Charles Weber
- Luther Adler : Keith Cherokee Mandon
- Barton MacLane : Lieutenant John Reece
- Steve Brodie : Joe Jinx Raynor
- Rhys Williams : Vic Mason
- Herbert Heyes : Ezra Dobson
- John Litel : chef de police Tolgate
- William Frawley : Byers
- Robert Karnes : détective Gray
- Kenneth Tobey : détective Fowler
- Dan Riss : District Attorney
- Frank Reicher : Docteur Darius Green
- John Halloran : Peter Cobbett
- William Cagney : le frère de Ralph
- Neville Brand : Carleton

Et, parmi les acteurs non crédités :
- Larry J. Blake
- Georgia Caine
- John Daheim
- King Donovan
- Frank Marlowe (en)
- Matt McHugh (en)
- Charles Meredith
- William Murphy
- Ric Roman (en)
- Frank Wilcox

## À noter
- Il s'agit d'une adaptation du roman Adieu la vie, adieu l'amour... (Kiss Tomorrow Good-bye) du romancier et scénariste Horace McCoy. Publié aux États-Unis en 1948, ce titre a été traduit en France en 1949 dans la collection Série noire et réédité depuis dans différentes collections du groupe Gallimard (La Poche noire, Carré noir et Folio).